# 高劭
高劭，字子将，唐朝末年官员，出自渤海高氏，淮南节度使高骈的从子。父亲高泰，黔中观察使。
唐僖宗逃到蜀地，高骈镇守淮南为都统，兼诸道盐铁使，朝廷以其侄高劭十四岁，遥领华州刺史。光启年间，高骈命他到郑州遏见晋公王铎。后来，郑州被蔡州秦宗权攻陷，高劭被俘。高劭等着看守懈怠时，装作乞食者，过危墙，换上饿死的人的衣服，抱着别人的孩子出东郊门。人们以为他是乞丐，没有阻挡他。走远了，扔了孩子，跑到中牟，最后到达汴州。朱温礼遇他，表奏他为亳州团练副使，知州事。数年后，征辟为宣武军节度判官，后监郑州事，权知徐州留后。唐昭宗被李茂贞劫到凤翔，高劭赶赴华州，到丞相府以议其事，途径高陵，为盗贼所杀害。